# 갤런
갤런(gallon, 문화어: 갈론)은 영국 제국 단위계 및 미국 단위계에서 부피의 단위이다.
영국 갤런(imp gal)은 정확히 4.54609 리터로 정의되며, 아일랜드, 캐나다, 호주, 뉴질랜드, 인도, 남아프리카 공화국, 말레이시아 및 일부 카리브 제도 국가를 포함한 영국 및 그 구 식민지에서 사용되거나 사용되었으며, 반면 미국 갤런(US gal)은 231 세제곱인치 (3.785411784 L)로 정의되며, 미국 및 일부 라틴아메리카 및 카리브 제도 국가에서 사용된다.
1파인트에는 4질이, 1쿼트에는 2파인트가, 1갤런에는 4쿼트(쿼터 갤런)가 있으며, 영국 질은 5영국 액량 온스로, 미국 질은 4미국 액량 온스로 나뉜다. 이로 인해 영국 액량 온스와 미국 액량 온스의 크기에 약간의 차이가 있어 영국 갤런과 미국 갤런의 크기가 달라진다.
영국 갤런과 미국 갤런 모두의 IEEE 표준 기호는 gal이다. 이는 갈(기호: Gal)과 혼동해서는 안 되며, 갈은 CGS 가속도 단위이다.

## 정의
갤런은 현재 제국 단위계와 미국 관습 단위계에서 두 가지 정의를 가진다.
역사적으로는 많은 정의와 재정의가 있었다. 자세한 내용은 § Sizes of gallons를 참조.

### 영국 갤런

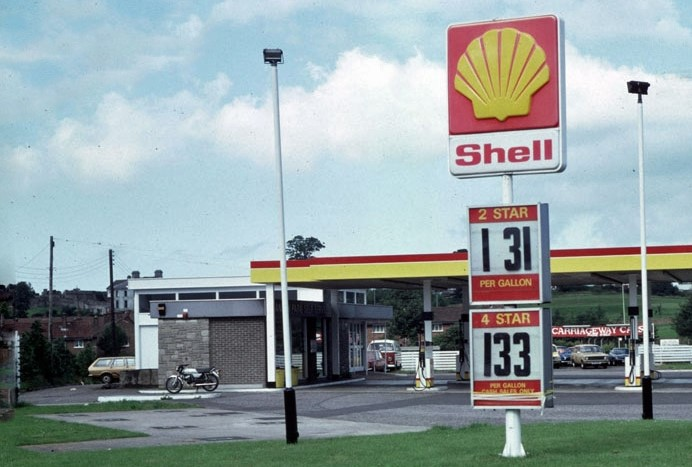
1980년경 영국에서 갤런 단위로 2* 및 4* (유연 휘발유)를 판매하는 쉘 주유소

영국 갤런(흔히 단순히 "갤런"이라고 불림)은 정확히 4.54609리터로 정의된다. 영국과 일부 영연방 국가에서 사용되며, 1976년까지는 62 °F (16.7 °C)에서 10 파운드 (4.5359237 kg)의 질량을 가진 물의 부피로 정의되었다.
1갤런에는 4영국 쿼트가, 1쿼트에는 2영국 파인트가, 1영국 파인트에는 20영국 액량 온스가 있으며, 이로써 영국 액량 온스는 영국 갤런의 ⁠1/160⁠이 된다.

### 미국 갤런

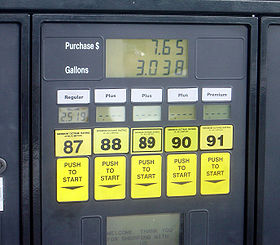
미국 주유소에서 미국 갤런당 연료 가격을 표시하고 있다

미국 갤런(흔히 단순히 "갤런"이라고 불림)은 법적으로 정확히 231세제곱 인치로 정의되며, 즉 3.785411784 리터이다.
미국 갤런은 3.983 °C (39.169 °F)에서 3.785411784 kg (8.3454 lb)의 물을 포함하며, 이는 영국 갤런의 83.26742%에 해당한다. 1갤런에는 4쿼트가, 1쿼트에는 2파인트가, 1미국 파인트에는 16미국 액량 온스가 있으며, 이로써 미국 액량 온스는 미국 갤런의 ⁠1/128⁠이 된다.
거래 목적으로 특정 양의 재료를 지정하기 위해 갤런을 사용할 때 온도에 따른 팽창 및 수축의 영향을 극복하기 위해, 재료가 지정된 부피를 차지하는 온도를 정의하는 것이 일반적이다. 예를 들어, 석유 제품과 증류주의 부피는 모두 정부 규정에서 60 °F (15.6 °C)를 기준으로 한다.

## 전 세계 사용

세계에서 사용되는 휘발유 단위:
리터
미국 갤런
영국 갤런
데이터 없음

### 영국 갤런
2021년 현재, 영국 갤런은 다음을 포함한 10개 카리브해 섬나라 그룹에서 표준 휘발유 단위로 계속 사용된다.
- 4개 영국의 해외 영토 (앵귈라,[10] 영국령 버진아일랜드,[11][12] 케이맨 제도,[13] 및 몬트세랫)[14][15] 및
- 6개국 (앤티가 바부다,[16] 도미니카 연방,[17] 그레나다,[18][19] 세인트크리스토퍼 네비스,[20] 세인트루시아,[21] 및 세인트빈센트 그레나딘[22]).

카리브해 12개 섬 모두 속도 제한 표지판에 마일 매 시를 사용하며, 도로 좌측 통행을 한다.
아랍에미리트는 2010년에 영국 갤런으로 휘발유 판매를 중단하고 리터로 전환했으며, 가이아나는 2013년에 이를 따랐다. 2014년에는 미얀마가 영국 갤런에서 리터로 전환했다.
앤티가 바부다는 2015년부터 휘발유를 리터 단위로 판매하는 것을 제안했다.
유럽 연합에서는 갤런이 1994년 12월 31일부터 발효된 EU 지침 80/181/EEC에서 무역 및 공식 목적을 위한 법적으로 정의된 기본 측정 단위 목록에서 제외되었다. 이 지침에 따라 갤런은 여전히 사용될 수 있지만, 보조 또는 2차 단위로만 사용된다.
EU 지침의 결과로 아일랜드와 영국은 각각 1993년 12월 31일과 1995년 9월 30일부터 발효된 법안을 통과시켜 갤런을 무역 및 공공 업무의 기본 측정 단위로 리터로 대체했다. 갤런은 더 이상 기본 거래 단위가 아니지만, 영국과 아일랜드에서는 여전히 보조 단위로 법적으로 사용될 수 있다. 그러나 맥주, 기름 및 기타 액체의 배럴과 대형 용기는 일반적으로 영국 갤런의 배수로 측정된다.
영국에서는 갤런당 마일이 주요 연료 효율 단위로 사용되며, 캐나다에서는 공식 문서에 보조 단위로 사용된다.

### 미국 갤런
미국 외에도 7개국과 4개 미국 영토에서 휘발유는 미국 갤런으로 판매된다.
- 카리브해 국가 아이티,
- 중앙아메리카 국가 벨리즈와 과테말라,
- 미국의 자유연합 국가인 태평양 국가 마셜 제도, 미크로네시아 연방, 팔라우,
- 미국의 구 보호령인 아프리카 국가 라이베리아,[36] 및
- 미국 영토인 아메리칸사모아,[37] 북마리아나 제도,[38] 괌,[39] 그리고 미국령 버진아일랜드.[40] 푸에르토리코는 1980년에 미국 갤런으로 휘발유 판매를 중단했다.[41]

미국 갤런 사용을 중단한 가장 최근 국가는 2021년 6월의 엘살바도르이다.

### 영국 및 미국 갤런 모두
터크스 케이커스 제도와 바하마에서는 영국 갤런과 미국 갤런이 모두 사용된다. 이는 이전에 영국 갤런(4.55 L)에 부과되던 것과 동일한 관세를 미국 갤런(3.79 L)에 부과함으로써 세금 인상을 위장했기 때문이다.

### 유산
아랍에미리트와 바레인과 같은 중동 일부 지역에서는 18.9리터 정수기 물병을 5갤런 병으로 판매한다.

## 다른 단위와의 관계
미국 갤런과 영국 갤런은 모두 4쿼트(쿼터 갤런)로 나뉘며, 쿼트는 다시 2파인트로 나뉘고, 파인트는 다시 2컵(미국 외에서는 관습적으로 사용되지 않음)으로 나뉘며, 컵은 다시 2질로 나뉜다. 따라서 두 갤런 모두 4쿼트, 8파인트, 16컵 또는 32질과 같다.
영국 질은 다시 5액량 온스로 나뉘는 반면, 미국 질은 4액량 온스로 나뉜다는 차이가 있다. 이는 영국 액량 온스가 영국 파인트의 ⁠1/20⁠ 또는 영국 갤런의 ⁠1/160⁠인 반면, 미국 액량 온스는 미국 파인트의 ⁠1/16⁠ 또는 미국 갤런의 ⁠1/128⁠임을 의미한다.
영국 액량 온스가 미국 액량 온스의 96.076%이기 때문에, 1영국 갤런, 쿼트, 파인트, 컵, 질은 모두 해당 미국 단위의 1.20095와 같다.
역사적으로 미국에서 증류주의 일반적인 병 크기는 "피프스"라고 불리는 미국 갤런의 5분의 1(또는 영국 갤런의 6분의 1인 "평판 쿼트"보다 0.08% 많음)이었다. 미국에서 주류 판매가 1976년에 미터법으로 전환되었지만, 750mL 병은 여전히 "피프스"로 불리기도 한다.

### 미국 건식 갤런
미국 건식 갤런은 정확히 2,150.42세제곱 인치의 미국 윈체스터 부셸의 8분의 1로 정의되었으며, 즉 268.8025 세제곱 인치 또는 4.40488377086 L이다.
미국 건식 갤런은 더 이상 사용되지 않으며, 건식 쿼트에서 펙으로 이어지는 관련 법규에는 더 이상 포함되지 않는다.

## 역사

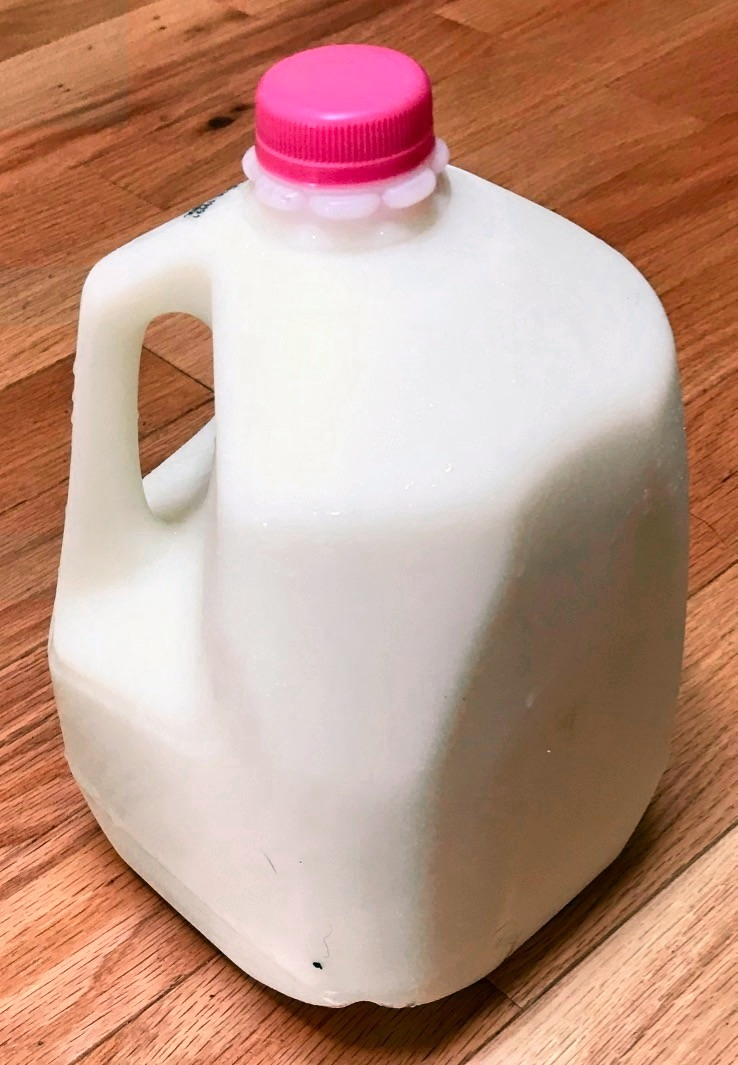
부피가 1미국 갤런인 미국 우유병

이 용어는 가장 직접적으로 고대 노르만 프랑스어 galun, galon에서 파생되었지만, 프랑스 고어 jale 및 영어 고어 gęllet(그릇)와 같이 여러 언어에서 흔히 사용되었다. 이는 로망스 라틴어의 공통 기원을 시사하지만, 단어의 궁극적인 출처는 알려져 있지 않다.
갤런은 영국에서 와인과 맥주를 측정하는 시스템의 기초로 시작되었다. 이 두 시스템에서 사용된 갤런의 크기는 서로 달랐다. 첫 번째는 와인 갤런(미국 갤런과 크기가 같음)을 기반으로 했고, 두 번째는 에일 갤런(영국 갤런보다 1.65% 큼)을 기반으로 했다.
18세기 말까지 갤런의 세 가지 정의가 일반적으로 사용되었다.
- 약 268.8025 세제곱 인치(≈4.404884 L)의 옥수수 갤런(또는 윈체스터 갤런),
- 231 세제곱 인치[53](3.785411784 L)의 와인 갤런(또는 앤 여왕 갤런), 그리고
- 282 세제곱 인치(4.621152048 L)의 에일 갤런.

옥수수 또는 건식 갤런은 미국에서 곡물 및 기타 건식 상품에 사용되었다. 이것은 (윈체스터) 부셸의 8분의 1이었는데, 원래는 직경 ⁠18+1/2⁠인치, 깊이 8인치의 원통형 측정기로 정의되어 부셸이 8 in × (⁠9+1/4⁠ in)2 × π ≈ 2,150.42017 세제곱 인치가 되었다. 부셸은 나중에 정확히 2,150.42세제곱 인치로 재정의되었고, 따라서 갤런은 정확히 268.8025 in3(4.40488377086 L)가 되었다. 이전 세기에는 271에서 272세제곱 인치 사이의 옥수수 갤런이 있었다.
와인 갤런은 1836년에 미국 갤런의 표준으로 법적으로 채택되었다. 일부 출처는 이를 중세 상인 파운드 와인 8파운드가 차지하는 부피와 관련시킨다. 이는 한때 깊이 6인치, 직경 7인치의 원통 부피로 정의되었으며, 즉 6 in × (⁠3+1/2⁠ in)2 × π ≈ 230.90706 세제곱 인치이다. 앤 여왕 통치기인 1706년에 정확히 231 in3로 재정의되었으며, 이전의 π를 사용한 정의는 ⁠22/7⁠로 근사되었다.
{\displaystyle \pi r^{2}h\approx {\frac {22}{7}}\times \left({\frac {7~\mathrm {in} }{2}}\right)^{2}\times 6~\mathrm {in} =231~\mathrm {in} ^{3}.}
와인 갤런이 수세기 동안 수입 관세 목적으로 사용되었음에도 불구하고, 왕실재정국에 법적 표준은 없었으며, 실제로 더 작은 갤런인 224 in3(3.670702336 L)이 사용되고 있어 이러한 문제를 해결하기 위한 법규가 필요했다. 231 in3는 오늘날에도 미국에서 갤런의 정의로 남아 있다.
1824년, 영국은 영국 갤런을 채택하고 다른 모든 갤런을 폐지했다. 영국 갤런은 황동 추를 사용하고 기압계가 30 수은주 인치 (100 킬로파스칼; 15 파운드 매 제곱인치)이며 온도가 62 °F (16.7 °C)일 때 공기 중에서 측정한 증류수 10파운드의 부피로 정의되었으며, 이는 277.274 in3(또는 유효 숫자 10자리까지 4.543706784 L)로 계산되었다.
이 값은 1889년까지 지속되었고, 그 해 11월 28일 왕실 자문회 명령으로 영국 갤런이 277.463 in3(또는 유효 숫자 10자리까지 4.546803939 L)로 재정의되었다.
1963년, 정의는 다시 정밀화되어 밀도 0.998859 g/mL의 증류수 10파운드가 밀도 0.001217 g/mL의 공기 중에서 밀도 8.136 g/mL의 추(원래의 "황동"은 금속 조성에 따라 황동 합금의 밀도가 다르므로 정밀화됨)에 대해 측정했을 때 차지하는 공간으로 정의되었으며, 이는 유효 숫자 10자리까지 4.546091879 L(≈ 277.4195 in3)로 계산되었다.
정확히 4.54609 세제곱 데시미터(또한 4.54609 L 또는 ≈ 277.4194 in3)의 정의는 1964년에 리터가 재정의된 후에 나왔다. 이것은 그 직후 캐나다에서 채택되었고, 1976년 영국에서 채택되었다.

### 갤런의 크기
역사적으로 서유럽의 여러 지역에서 다양한 크기의 갤런이 사용되었다. 이 지역에서는 부피 단위로 리터로 대체되었다.
| 부피              | 부피              | 정의 | 역 부피 (gal/cu ft) | 62 °F (17 °C)에서 물의 무게 (파운드/gal) | 원통형 근사치 | 원통형 근사치 | 원통형 근사치      |
| (cu in)           | (dm3)             | 정의 | 역 부피 (gal/cu ft) | 62 °F (17 °C)에서 물의 무게 (파운드/gal) | 직경 (in)     | 높이 (in)     | 부피 상대 오차 (%) |
| 현재 갤런         | 현재 갤런         | 현재 갤런 | 현재 갤런           | 현재 갤런                                | 현재 갤런     | 현재 갤런     | 현재 갤런          |
| ----------------- | ----------------- | --- | ------------------- | ---------------------------------------- | ------------- | ------------- | ------------------ |
| 231               | 3.785411784       | 앤 여왕 5년 법령(1706) 영국 와인 갤런 미국 갤런(1836년 미국 법적 채택)                                                       | ⁠7+37/77⁠             | 8.3454                                   | 7             | 6             | 0.04               |
| ≈ 277.4194        | 4.54609           | 영국 갤런(1964년 캐나다 채택, 1976년 영국 채택)                                                                              | 6.2288              | 10.0224                                  | ⁠5+2/3⁠         | 11            | 0.0002             |
| 역사적 갤런       |                   | |                     |                                          |               |               |                    |
| 216 (로마 운키아) | 3.539605824       | 로마 콩기우스 | 8                   | 7.8035                                   | 5             | 11            | 0.01               |
| 217               | 3.555992888       | 아일랜드 갤런(1495, 1736 재확인)                                                                                             | 7⁠209/217⁠            | 7.8396                                   | 5.25          | 10            | 0.24               |
| 224               | 3.670702336       | 길드홀 보존(구 영국 와인 갤런)                                                                                               | 7⁠5/7⁠                | 8.0925                                   | 9             | 3.5           | 0.6                |
| ≈ 241.3549        | 3.955093289       | 저지 갤런(1562) | 7.1596              | 8.7195                                   | 6.5           | 7.25          | 0.32               |
| ≈ 260.3235        | 4.265931799       | 건지 갤런(17세기 기원, 1917년까지)                                                                                           | 6.6379              | 9.4048                                   | 5             | 13.25         | 0.06               |
| 264.8             | 4.3392945472      | 고대 럼포드 쿼트(1228) | 6⁠174/331⁠            | 9.5665                                   | 7.5           | 6             | 0.1                |
| 265.5             | 4.350765492       | 왕실재정국(헨리 7세, 1497, 림 포함)                                                                                          | 6⁠30/59⁠              | 9.5918                                   | 13            | 2             | 0.01               |
| 266.25            | 4.36305579        | 고대 럼포드(1228) | 6⁠174/355⁠            | 9.6189                                   | 5.5           | 11.25         | 0.39               |
| 268.4             | 4.398342075       | 헨리 7세(윈체스터) 옥수수 갤런(1497)                                                                                         | 6⁠294/671⁠            | 9.6966                                   | 6             | 9.5           | 0.08               |
| 268.8025          | 4.40488377086     | 윈체스터, 윌리엄 3세 13 & 14년 법령 옥수수 갤런 미국 건식 갤런(더 이상 사용되지 않으며, 관련 법규에 더 이상 목록화되지 않음) | 6⁠46074/107521⁠       | 9.7111                                   | 18.5          | 1             | 0.00001            |
| 270               | 4.42450728        | 엘리자베스 1세 옥수수 갤런(1601)                                                                                             | 6.4                 | 9.7544                                   | 5             | 13.75         | 0.0072             |
| 271               | 4.440894344       | 왕실재정국(1601, E.)(구 옥수수 갤런)                                                                                         | 6⁠102/271⁠            | 9.7905                                   | 4.5           | 17            | 0.23               |
| 272               | 4.457281408       | 윌리엄 3세 옥수수 갤런(1688)                                                                                                 | 6⁠6/17⁠               | 9.8266                                   | 6             | 9.625         | 0.05               |
| 277.202578125     | 4.542536388699375 | 앤 여왕 12년 법령(석탄 갤런), 또한 옥수수 갤런의 ⁠1+1/32⁠와 같음                                                               | 6.2337              | 10.0146                                  | ⁠5+2/3⁠         | 11            | 0.08               |
| 277.274           | 4.543706784       | 영국 갤런, 1824년 원래 결정됨                                                                                                | 6.2321              | 10.0172                                  | ⁠5+2/3⁠         | 11            | 0.05               |
| ≈ 277.4195        | 4.546091879       | 1895년에 재결정되고 1963년에 정의된 영국 갤런                                                                                | 6.2288              | 10.0224                                  | ⁠5+2/3⁠         | 11            | 0.0001             |
| ≈ 277.463         | 4.54680939        | 1889년 11월 28일 왕실 자문회 명령으로 정의된 영국 갤런                                                                       | 6.2279              | 10.024                                   | ⁠5+2/3⁠         | 11            | 0.015              |
| 278               | 4.555603792       | 왕실재정국(헨리 7세, 구리 림 포함)                                                                                           | 6⁠30/139⁠             | 10.0434                                  | 4.5           | 17.5          | 0.12               |
| 278.4             | 4.562158618       | 왕실재정국(1601년 및 1602년 파인트)                                                                                          | 6⁠6/29⁠               | 10.0578                                  | 7             | 7.25          | 0.22               |
| 280               | 4.58837792        | 왕실재정국(1601년 쿼트) | 6⁠6/35⁠               | 10.1156                                  | 5             | 14.25         | 0.07               |
| 282               | 4.621152048       | 재무부(1824년 이전 맥주 및 에일 갤런)                                                                                        | 6⁠6/47⁠               | 10.1879                                  | 6.5           | 8.5           | 0.02               |